# کارلوس باریونوو
کارلوس باریونوو (انگلیسی: Carlos Barrionuevo; ۲۷ دسامبر ۱۹۷۷ – ۳۰ اوت ۲۰۱۵) بازیکن فوتبال اهل آرژانتین بود.
از باشگاه‌هایی که در آن بازی کرده‌است می‌توان به باشگاه فوتبال الیانزا لیما، باشگاه فوتبال سالرنیتانا، باشگاه فوتبال دانوبیو، باشگاه فوتبال جیمناسیا لاپلاتا، و باشگاه فوتبال پنافیل اشاره کرد.